# Второй дивизион чемпионата мира по хоккею с шайбой 2020
Чемпионат мира по хоккею с шайбой 2020 года во II-м дивизионе — спортивное соревнование по хоккею с шайбой под эгидой ИИХФ, которое планировалось провести с 19 по 25 апреля 2020 года. Группу А должна была принять столица Хорватии Загреб (Дом Спортова), а группу В — столица Исландии Рейкьявик (Skautahöllin í Laugardal). Международная федерация хоккея (IIHF) из-за распространения коронавирусной инфекции COVID-19 отменила чемпионат мира во втором дивизионе.

## Итоги
- По итогам турнира в группе А команда, занявшая первое место получит право играть в группе B первого дивизиона чемпионата мира 2021 года, а команда, которая займёт последнее место, перейдёт в группу B второго дивизиона чемпионата мира 2021 года.
- По итогам турнира в группе B команда, которая займёт первое место, получит право играть в 2021 году в группе А, а команда, которая займёт последнее место, перейдёт в группу A третьего дивизиона чемпионата мира 2021 года.

## Участвующие команды
В чемпионате должны были принять участие 12 национальных команд — шесть из Европы, три из Азии, две из Океании и одна из Америки. Сборная Нидерландов пришла из первого дивизиона, сборная Болгарии пришла из третьего дивизиона, остальные — с прошлого турнира второго дивизиона.

### Группа А
| Сборная    | Квалификация                                                                |
| ---------- | --------------------------------------------------------------------------- |
| Нидерланды | Заняли 6-е место в группе В первого дивизиона и вылетела оттуда в 2019 году |
| Хорватия   | Хозяева, заняла 2-е место в группе A второго дивизиона в прошлом году       |
| Австралия  | Заняла 3-е место в группе A второго дивизиона в прошлом году                |
| Испания    | Заняла 4-е место в группе A второго дивизиона в прошлом году                |
| Китай      | Занял 5-е место в группе A второго дивизиона в прошлом году                 |
| Израиль    | Занял 1-е место в группе B второго дивизиона и поднялась оттуда в 2019 году |

### Группа В
| Сборная        | Квалификация                                                                  |
| -------------- | ----------------------------------------------------------------------------- |
| Бельгия        | Заняла 6-е место в группе А второго дивизиона и вылетела оттуда в 2019 году   |
| Исландия       | Хозяева, заняла 2-е место в группе B второго дивизиона в прошлом году         |
| Новая Зеландия | Заняла 3-е место в группе B второго дивизиона в прошлом году                  |
| Грузия         | Заняла 4-е место в группе B второго дивизиона в прошлом году                  |
| Мексика        | Заняла 5-е место в группе B второго дивизиона в прошлом году                  |
| Болгария       | Заняла 1-е место в группе А третьего дивизиона и поднялась оттуда в 2019 году |